# Antoni Szahin
Antoni Szahin (ur. 1798 na Litwie, zm. 1845) – polski astronom i geodeta.

## Życiorys
Kształcił się w Wilnie. Od 1817 był pomocnikiem przy obserwatorium astronomicznym w Wilnie. Od 1827 był wykładowcą geodezji w Uniwersytecie Wileńskim. W 1834 został adiutantem przy Uniwersytecie Charkowskim, a wkrótce profesorem astronomii.

## Publikacje
- Geodezja wyższa, Wilno 1829.
- Miernictwo i równoważenie, Wilno 1829.
- Prace Antoniego Szahina dostępne w Sieci (Katalog HINT)